# 11582 Блойлер
11582 Блойлер (11582 Bleuler) — астероїд головного поясу, відкритий 10 серпня 1994 року.
Тіссеранів параметр щодо Юпітера — 3,298.